# Cochlorhinus unispinosus
Cochlorhinus unispinosus är en insektsart som beskrevs av Beamer 1940. Cochlorhinus unispinosus ingår i släktet Cochlorhinus och familjen dvärgstritar. Inga underarter finns listade i Catalogue of Life.